# Голынец 2
Голыне́ц 2 (бел. Галынец 2) — деревня в составе Буйничского сельсовета Могилёвского района Могилёвской области Республики Беларусь. Расположена в 6 километрах на юго-запад от Могилёва и в 2 километрах от станции Голынец железной дороги Могилёв — Осиповичи. Вдоль деревни протекала река Чернявка (в XVIII веке - река Голынецъ), приток реки Лахва, на другом берегу высохшего русла которой расположена деревня Голынец 1.

## История
Деревня Голынцы известна в Великом княжестве Литовском ещё с XVII века. В 1675 упоминается как деревня в составе Княжицкой волости Оршанском повете ВКЛ. Деревня же Голынец 2 была основана в середине XIX века в результате раздела деревни Голынец на Голынец 1 и Голынец 2. В 1880 году насчитывала 35 дворов. По переписи 1897 года состояла из 38 дворов и 158 жителей. Кроме земледелия крестьяне также занимались тележным промыслом. В 1909 году в деревне 42 двора и 189 жителей. В 1930 году организован колхоз имени Карла Маркса, который в 1933 году объединял 42 двора. В 1932 году в Голынце 2 появилось электричество. Во время Великой Отечественной войны с июля 1941 года по 27 июня 1944 года деревня оккупирована немецкими войсками, была сожжена и разграблена. В 1990 году 96 дворов и 243 жителя, относилась к колхозу «Маяк коммунизма» (центр в деревне Тишовка), здесь находились производственная бригада и ферма крупного рогатого скота.